# HCNH+
HCNH+（锖），又称质子化的氰化氢，是天体物理学感兴趣的离子。它也在超强酸中以凝聚态存在。

## 结构
在基态下, HCH 是简单的线形分子，而激发态三线态则有顺反异构。高能的结构异构体 H2CN+ 和CH2 也有理论研究。

## 实验室研究
作为一种相对简单的离子，HCNH+ 在实验室中得到了广泛的研究。在任何波长处拍摄的第一个光谱集中在红外线中的 ν2（CH键拉伸）的旋转振动带上。

不久之后，他们也报告了对 ν1（NH键拉伸）带的研究。

在这些初步研究之后，几个小组发表了关于各种HCNH+旋转振动光谱的研究，包括研究ν3 带（C≡N键拉伸）、
ν4带（H−C≡N 弯曲）
和 ν5 带（H−N≡C 弯曲）
.
虽然所有这些研究都集中在红外线中的旋转振动光谱上，但直到1998年，技术才发展到足以研究微波中 HCNH+ 的纯旋转光谱。当时发表了HCNH+及其同位素代分子 HCND+和 DCND+ 的微波光谱。
最近，为了更精确地确定分子旋转常数 B 和D，人们再次测量了 HCNH+ 的纯旋转光谱。

## 产生和毁灭
根据天体化学网 （页面存档备份，存于）的资料库，HCNH+最先进的化学模型包括71个产生反应和21个毁灭反应。然而，其中只有少数反应主导了整体的产生和毁灭。对于产生，有7种主要反应：
H+
3 + HCN → HCNH+ + H2
H+
3 + HNC → HCNH+ + H2
HCO+ + HCN → HCNH+ + CO
HCO+ + HNC → HCNH+ + CO
H3O+ + HCN → HCNH+ + H2O
H3O+ + HNC → HCNH+ + H2O
C+ + NH3 → HCNH+ + H

## 天文学探测

### 首次的星际探测
HCNH+ 在1986年首次于星际空间中使用美国国家射电天文台的12米圆盘和德克萨斯毫米波天文台在人马座B2探测到。

### 随后的星际探测
在首次探测过后，HCNH+ 也在TMC-1

和DR 21(OH)中观察到。
人们对人马座B2的初步检测也已得到确认。

### 太阳系
根据卡西尼-惠更斯号的离子和中性质谱仪 (INMS) 的数据，虽然没有通过光谱法直接检测到，但已经推断出土星最大的卫星——土卫六的大气中存在 HCNH+。
1997年，人们对长周期彗星海尔-波普彗星观测，尝试探测 HCNH+
，但没有探测到。